# Acostia gracilis
Genre
Espèce
Statut de conservation UICN

 EN  : En danger
Acostia gracilis est une espèce de plantes à fleurs monocotylédones de la famille des Poaceae, originaire d'Amérique du Sud. C'est l'unique espèce du genre Acostia (genre monotypique).
Cette espèce endémique de l'Équateur est classée dans la liste rouge de l'UICN (Union internationale pour la conservation de la nature) comme espèce en danger.

## Taxinomie
L'espèce Acostia gracilis a été décrite en 1968 par Jason Richard Swallen, botaniste américain spécialiste des graminées, et publiée dans le Boletín de la Sociedad Argentina de Botánica 12: 109–110. 1968.

### Étymologie
Le nom générique « Acostia » est un hommage à Misael Acosta Solís, naturaliste équatorien, qui fut le collecteur du spécimen-type.
L'épithète spécifique « gracilis » est un terme latin qui signifie « mince, grêle ».

### Synonymes
Selon Catalogue of Life (23 mars 2017) :
- Panicum acostia R.D.Webster